# Huis Het Loo
Huis Het Loo is de woning van prinses Margriet en prof. mr. Pieter van Vollenhoven in Apeldoorn.
Het pand werd in 1970 gebouwd naar ontwerp van de Amsterdamse architect Maarten Evelein.
In 1975 heeft het paar zijn intrek genomen in de woning.
Huis Het Loo staat op het terrein van Paleis Het Loo en de ingang is aan de Tuinmanslaan. Het huis is nauwelijks te zien vanaf de weg en wordt permanent beveiligd door de Koninklijke Marechaussee.